# Musschia isambertoi
Musschia isambertoi là loài thực vật có hoa trong họ Hoa chuông. Loài này được M.Seq., R.Jardim, Magda Silva & L.Carvalho mô tả khoa học đầu tiên năm 2007.